# Aarne Honkavaara
Temple de la renommée finlandais : 1985
Aarne Väinö Edvard Honkavaara (né le 7 juin 1924 à Tampere en Finlande et mort le 22 mars 2016 dans la même ville) est un joueur finlandais de hockey sur glace devenu entraîneur.

## Carrière
Honkavaara commence à jouer du hockey de haut niveau vers la fin des années 1940 pour son club local, Ilves Tampere. Sa première saison, 1943–1944, est annulée après 5 matches à cause de la Seconde Guerre mondiale. La saison suivante ne compte que trois matches pour Honkavaara, qui y trouve néanmoins le temps de marquer 7 buts et d'ajouter 3 passes. Sa première saison complète vient en 1945-1946 ; bien que les saisons ne durent alors que huit matchs, Aarne Honkavaara cumule un total de 25 buts et 10 passes pour 35 points. Il joue jusqu'en 1952, amassant chaque fois une moyenne de point par match supérieure à un.
En 1950, Honkavaara fait une brève apparition en Amérique du Nord avec les Sailors de Sarnia de la Ligue internationale de hockey. Il n'y dispute que deux matches hors-concours avant de retourner en Finlande. Bien que la raison de ce départ invoquée soit un problème de permis de travail, la véritable raison est la politique anti-étrangers prônée par la direction du club, une politique courante à l'époque. Il écrit néanmoins une page d'histoire en devenant le premier joueur de nationalité finlandaise à jouer pour un club nord-américain, en plus d'acquérir un bagage de connaissances qui plus tard lui servent dans sa carrière d'entraîneur.
Honkavaara doit accrocher ses patins en 1953 à cause d'une blessure au tibia contractée au cours d'un match contre la Pologne. Il accepte l'offre de son club Ilves, qui lui demande de devenir joueur-entraîneur ; il insuffle assez de vie dans l'équipe pour la ramener au sommet de l'élite de la Finlande.
Au cours de sa carrière, il remporte sept championnats nationaux comme joueur et trois comme entraîneur, tous avec Ilves Tampere. Il prend part à trois tournois internationaux avec l'Équipe de Finlande de hockey sur glace : le championnat du monde 1949, 1951 et aux Jeux olympiques d'hiver de 1952. En 47 matches avec l'équipe nationale, il marque 46 buts et ajoute 12 passes, le meilleur ratio de buts par match de l'histoire de l'équipe nationale finlandaise.
En plus de son poste d'entraîneur-chef du Ilves Tampere, Honkavaara prend également les rênes de l'équipe nationale entre 1954 et 1959, en plus d'être assistant-entraîneur de Joe Wirkkunen aux Jeux olympiques d'hiver de 1960 et à ceux de 1964, de même qu'aux Championnats du monde de 1963, 1965 et 1966.

## L'héritage
Aarne Honkavaara est considéré par plusieurs comme étant peut-être le meilleur joueur de hockey de l'histoire de la Finlande ; il est sans contredit l'un des pionniers du sport dans son pays, à l'ère pré- et post-guerre. En 1979, il est l'un des fondateurs du Musée du Hockey sur glace de Finlande ; en 1985, il est intronisé au Temple de la renommée du hockey finlandais. Le trophée du meilleur compteur de la SM-Liiga porte son nom. Il est aussi récipiendaire d'un prix spécial du Lynces Academici en 1987 ; il est le seul à avoir reçu pareil honneur.

## Statistiques

### En club
| Saison          | Équipe          | Ligue           |    | PJ  | B  | A   | Pts | Pun |
| 1943-1944       | Ilves Tampere   | SM-Sarja        | 3  | 7   | 2  | 9   | 0   |     |
| 1944-1945       | Ilves Tampere   | SM-Sarja        | 3  | 7   | 3  | 10  | 0   |     |
| 1945-1946       | Ilves Tampere   | SM-Sarja        | 8  | 25  | 10 | 35  | 0   |     |
| 1946-1947       | Ilves Tampere   | SM-Sarja        | 8  | 25  | 9  | 34  | 0   |     |
| 1947-1948       | Ilves Tampere   | SM-Sarja        | 6  | 20  | 3  | 23  | 0   |     |
| 1948-1949       | Ilves Tampere   | SM-Sarja        | 6  | 18  | 5  | 23  | 0   |     |
| 1949-1950       | Ilves Tampere   | SM-Sarja        | 7  | 11  | 10 | 21  | 0   |     |
| 1950-1951       | Ilves Tampere   | SM-Sarja        | 10 | 20  | 14 | 34  | 2   |     |
| 1951-1952       | Ilves Tampere   | SM-Sarja        | 5  | 10  | 4  | 14  | 2   |     |
| 1956-1957       | Ilves Tampere   | SM-Sarja        | 5  | 0   | 1  | 1   | 0   |     |
| 1957-1958       | Ilves Tampere   | SM-Sarja        | 1  | 0   | 0  | 0   | 0   |     |
| Totaux SM-Sarja | Totaux SM-Sarja | Totaux SM-Sarja | 62 | 143 | 61 | 204 | 4   |     |

### En équipe nationale
| Année                 | Équipe                | Compétition           |    | PJ | B | A  | Pts | Pun      |  | Résultats |
| 1949                  | Finlande              | Championnat du monde  | 4  | 6  | 0 | 6  |     | 7e place |  |           |
| 1951                  | Finlande              | Championnat du monde  | 6  | 2  | 3 | 5  | 0   | 7e place |  |           |
| 1952                  | Finlande              | Jeux olympiques       | 8  | 2  | 2 | 4  | 0   | 7e place |  |           |
| Totaux internationaux | Totaux internationaux | Totaux internationaux | 18 | 10 | 5 | 15 |     | -        |  |           |